# هفت‌تیر (ترانه)
«هفت‌تیر» (به انگلیسی: Revolver) تک‌آهنگی از هنرمند اهل ایالات متحده آمریکا مدونا است که در ۱۴ دسامبر ۲۰۰۹ منتشر شد. این تک‌آهنگ در آلبوم جشن (آلبوم) قرار داشت.